# Miesbrunn
Miesbrunn ist ein Pfarrdorf in der Oberpfalz. Es ist ein Gemeindeteil der Stadt Pleystein im Landkreis Neustadt an der Waldnaab in Bayern und liegt im östlichen Gemeindegebiet.

## Geschichte
1808/10 wurde der Steuerdistrikt Miesbrunn gebildet. Die politische Gemeinde wurde 1818 durch das Gemeindeedikt in Bayern errichtet. Am 1. Januar 1972 wurden im Rahmen der Gebietsreform in Bayern die Lohma und Miesbrunn sowie Teile der aufgelösten Gemeinden Bernrieth nach Pleystein eingegliedert. Am 1. Juli 1972 folgten Teile der ehemaligen Gemeinde Burkhardsrieth.

## Baudenkmäler
- Katholische Pfarrkirche St. Wenzelslaus, wurde 1912 nach einem Brand wiederhergestellt. Das Deckenfresko zeigt die leibliche Aufnahme Mariens in dem Himmel mit Heiligen, König David und dem Papst; es stammt von dem Münchner Kunstmaler des Neubarock Josef Wittmann und wurde 1962 gemalt. Dieses Fresko ist in seiner Werkliste das Letzte und er hat es im Alter von 82 Jahren gemalt. Der Entwurf dazu ist erhalten und befindet sich mit seinen Entwürfen zur kirchlichen Malerei im Diözesanmuseum Regensburg.l[2]

## Persönlichkeiten
- Johann Baptist Kastner (1775–1841), römisch-katholischer Theologe und Geistlicher, von 1806 bis 1827 Pfarrer am Ort